# Altenstadt (Haute-Bavière)
Pour les articles homonymes, voir Altenstadt.
Altenstadt est une commune de Bavière (Allemagne), située dans l'arrondissement de Weilheim-Schongau, dans le district de Haute-Bavière.